# Equipe
A equipe, time ou equipa é um grupo de pessoas que se junta para alcançar um objetivo em comum. No desporto, equipe quase sempre se refere às agremiações desportivas, como por exemplo, as equipes de futebol. Também é definido como um pequeno grupo de pessoas com habilidades complementares, que trabalham juntas com o fim de atingir um propósito comum; pelo qual se consideram coletivamente responsáveis, ou como um grupo com funcionamento qualificado, que compreende seus objetivos e está engajado em alcançá-los, de forma compartilhada. A comunicação entre os membros é verdadeira, opiniões divergentes são estimuladas. A confiança é grande, assumem-se riscos. As habilidades complementares dos membros possibilitam alcançar resultados, os objetivos compartilhados determinam seu propósito e direção. Respeito, mente aberta e cooperação são elevados. A equipe investe constantemente em seu crescimento. 
Em português diz-se equipa para conjunto de pessoas a trabalhar em conjunto.
Em português 'equipe', vêm do verbo equipar, de equipamento, com roupa ou ferramentas, ou por exemplo nos carros, equipamento de série ou equipamento extra.
As palavras-chave das novas abordagens ao trabalho em equipe são delegação de poder (empowerment ou empoderamento), participação e desenvolvimento. 
Wisinski relaciona os seguintes elementos da dinâmica de uma equipe, que interage e busca os objetivos: 
1. participação: deve haver uma participação equilibrada, não havendo dominante, nem ausente; dever haver equilíbrio;
2. vender ideias: a responsabilidade de cada membro da equipe é preparar suas ideias antecipadamente e apresentá-la à equipe de forma lógica e equilibrada, possibilitando efetiva contribuição;
3. renúncia: este é o elemento mais importante no relacionamento de equipe. Quando os membros conseguem renunciar uma posição pessoal em prol do grupo, todos saem ganhando;
4. avaliação: saber avaliar os resultados alcançados pela equipe ao final de um período (de um trabalho, de um projeto ou de um fechamento de mês), buscando eliminar os pontos falhos e buscar as alternativas que melhores resultados apresentaram;
5. relacionamento: todos são responsáveis pelo relacionamento quando são membros de uma equipe. Se houver um conflito pessoal, deve ser resolvido pelas partes o mais rápido possível, pois um conflito no grupo prejudica ao todo e, muitas vezes, impede a realização proveitosa das tarefas;
6. realização das tarefas: é de extrema importância que todos estejam conscientes da sua responsabilidade em relação à realização das tarefas que cabem ao grupo. Em um relacionamento interdependente, a falha de um membro pode atrasar toda a equipe.